# Prava kozokrvina
Prava kozokrvina (orlovi nokti, prava kozja krv, božje drievce, božje drvce, lat. Lonicera caprifolium), biljna vrsta iz roda kozokrvina (Lonicera), porodica kozokrvnice (Caprifoliaceae).
Prava kozokrvina raste po središnjoj i jugoistočnoj Europi (uključujući Hrvatsku) te na Kavkazu i Maloj Aziji.
To je listopadna trajnica penjačica poznata i kao orlovi nokti, koja se ovija u smjeru kazaljke na satu  oko drugih biljaka ili nekog potpornja. Plodovi su joj otrovni, izazivaju povraćanje, i teške probavne smetnje i izazvati nepravilan brži rad srca, i u konačnici smrt.

## Sinonimi
- Caprifolium atropurpureum K.Koch
- Caprifolium germanicum Delarbre
- Caprifolium hortense Lam.
- Caprifolium italicum Medik.
- Caprifolium magnevilleae Bosse
- Caprifolium pallidum (Schur) Schur
- Caprifolium rotundifolium Moench
- Caprifolium sylvaticum Lam.
- Caprifolium vulgare Medik.
- Lonicera caprifolium var. verna Lavallée
- Lonicera pallida Host
- Lonicera suavis Salisb.
- Lonicera verna Dippel
- Periclymenum italicum (Mill.) Mill.
- Periclymenum perfoliatum Gray

## Galerija
- L. caprifolium
- L. caprifolium
- L. caprifolium
- L. caprifolium